# معتمدية أريانة المدينة
معتمدية أريانة المدينة إحدى معتمديات الجمهورية التونسية، تابعة لولاية أريانة.

### مواضيع ذات علاقة
- ولاية أريانة.